# Кінні Лайсне
Кінні Лайсне (фр. Kinnie Laisné; нар. 11 липня 1989) — колишня французька тенісистка.
Найвищу одиночну позицію світового рейтингу — 295 місце досягла 17 серпня 2009, парну — 381 місце — 21 грудня 2009 року.
Здобула 1 одиночний та 3 парні титули.

## Фінали ITF

### Одиночний розряд: 3 (1–2)
| турніри $100,000 |
| турніри $75,000  |
| турніри $50,000  |
| турніри $25,000  |
| турніри $15,000  |
| турніри $10,000  |

| Результат | Ранг | Дата     | Турнір                                     | Покриття | Суперниця             | Рахунок       |
| --------- | ---- | -------- | ------------------------------------------ | -------- | --------------------- | ------------- |
| Поразка   | 1.   | Вер 2008 | ITF Денен, Франція                         | Ґрунт    | Крістіна Барруа       | 2–6, 4–6      |
| Поразка   | 2.   | Лис 2009 | ITF Vila Real de Santo António, Португалія | Ґрунт    | Наталі Пікйон         | 3–6, 5–7      |
| Перемога  | 1.   | Кві 2015 | ITF Дакар, Сенегал                         | Тверде   | Клотільда де Бернарді | 6–3, 0–6, 6–4 |

### Парний розряд: 6 (3–3)
| турніри $100,000 |
| турніри $75,000  |
| турніри $50,000  |
| турніри $25,000  |
| турніри $10,000  |

| Результат | Ранг | Дата              | Турнір                                     | Покриття   | Партнерка        | Суперниці                           | Рахунок          |
| --------- | ---- | ----------------- | ------------------------------------------ | ---------- | ---------------- | ----------------------------------- | ---------------- |
| Перемога  | 1.   | 8 травня 2009     | ITF Флоренція, Італія                      | Ґрунт      | Стефані Вонгсуті | Клаудія Бочова Ніколе Клеріко       | 6–0, 6–1         |
| Перемога  | 2.   | 31 жовтня 2009    | ITF Vila Real de Santo António, Португалія | Ґрунт      | Клер Лабланс     | Інна Соколова Ярослава Жищенко      | 6–4, 7–6(4)      |
| Поразка   | 1.   | 20 листопада 2009 | ITF Екердревіль, Франція                   | Тверде (i) | Елиця Костова    | Еліксан Лекемія Констанс Сібій      | 4–6, 3–6         |
| Поразка   | 2.   | 30 березня 2012   | ITF Гавр, Франція                          | Ґрунт (i)  | Манон Арканьйолі | Міртій Жорж Селін Ґеск'єр           | 4–6, 2–6         |
| Перемога  | 3.   | 21 лютого 2014    | ITF Макон, Франція                         | Тверде (i) | Одре Альбі       | Федеріка ді Сарра Камілла Розателло | 6–3, 2–6, [10–8] |
| Поразка   | 3.   | 27 лютого 2015    | ITF Макон, Франція                         | Тверде (i) | Марін Парто      | Ізабелла Шинікова Ева Ваканно       | 4–6, 6–3, [5–10] |